# Золототысячник приморский
Золототысячник приморский, или Золототысячник прибрежный, или Хирония прибрежная (лат. Centaurium littorale) — вид двудольных растений рода Золототысячник (Centaurium) семейства Горечавковые (Gentianaceae). Впервые описан британским ботаником Доусоном Тернером.
Подвиды — Centaurium littorale subsp. compressum (Hayne) Kirschner и Centaurium littorale subsp. uliginosum (Waldst. & Kit.) Rothm. ex Melderis.

## Распространение и среда обитания
Ареал неравномерный, и включает в себя северную, центральную и восточную Европу.
Растёт на прибрежных лугах, по берегам озёр, на дюнах и залежах.

## Ботаническое описание

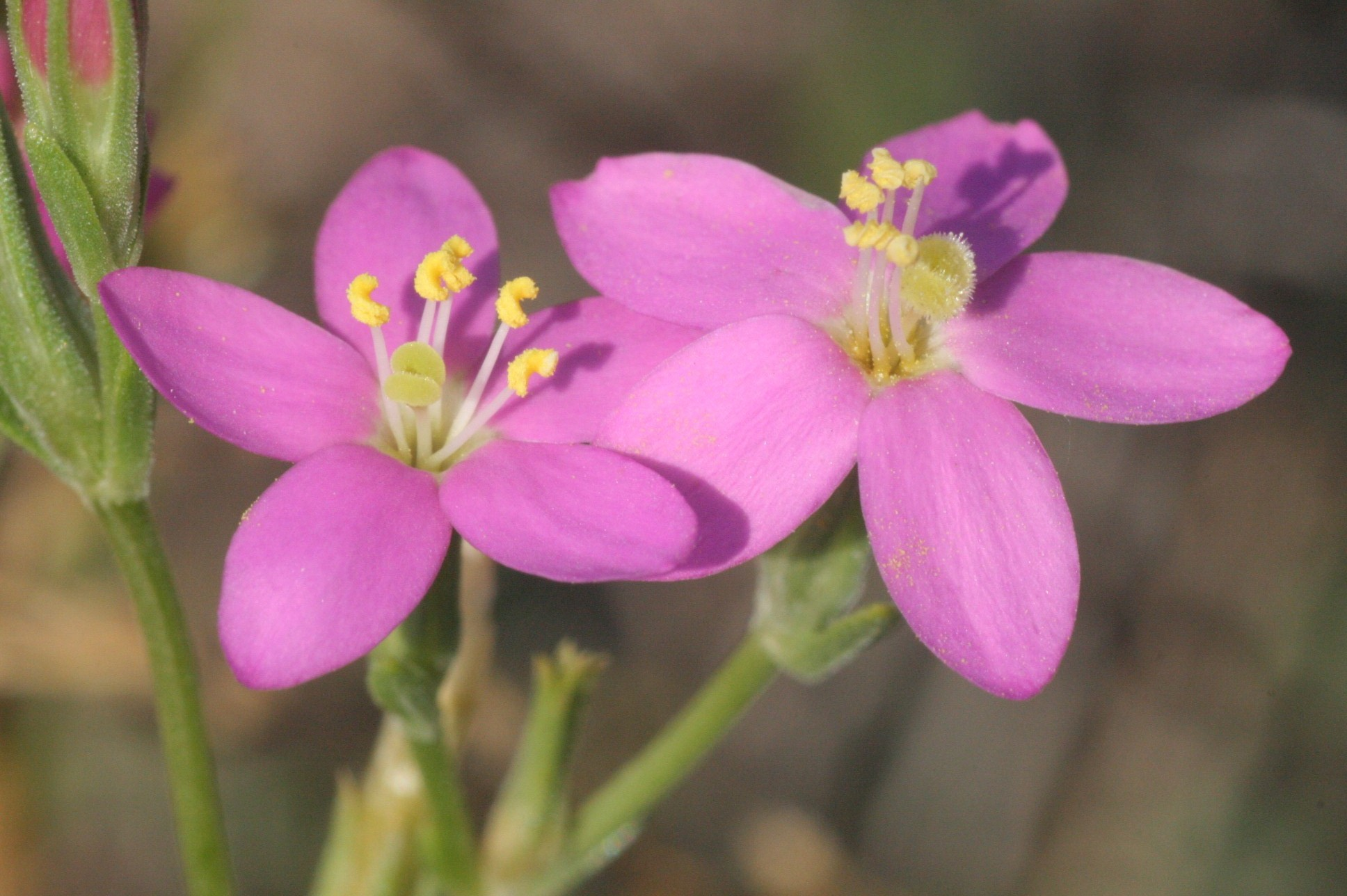
Цветки

Небольшое травянистое растение высотой 5—25 см. Стебель голый.
Листья продолговато-ланцетные, жилистые, размещены супротивно.
Цветки розовые с 4—5 лепестками.
Плод — удлинённая коробочка.
Цветёт с конца июня по сентябрь.

## Охранный статус
Занесён в Красные книги Латвии, Литвы, Восточной Фенноскандии и Ленинградской области России.

## Синонимы
Синонимичные названия:
- Centaurium littorale var. glomeratum (Wittr.) Melderis
- Centaurium littorale var. turneri (Wheldon & Salmon) Ubsdell
- Centaurium turneri (Wheldon & Salmon) Druce
- Centaurium vulgare Rafn
- Chironia littoralis Turnerbasionym
- Erythraea littoralis (Turner) Fr.
- Erythraea turneri Wheldon & Salmon